# Wolfgang Eschker
Wolfgang Eschker (* 26. Juni 1941 in Stendal) ist ein deutscher Slawist, Schriftsteller und Übersetzer.

## Leben
Wolfgang Eschker studierte Slawistik und Volkskunde an den Universitäten in Göttingen, Wien, Belgrad und Sarajewo. 1971 promovierte er an der Universität Göttingen mit einer Arbeit über ein Thema zur bosnischen Literatur zum Doktor der Philosophie. Anschließend war er in diversen Funktionen für das Goethe-Institut tätig, u. a. als Dozent in Göttingen und als Leiter der Goethe-Institute in Nancy und Zagreb. Nach Aufenthalten in Bad Harzburg und Göttingen lebt Eschker heute im niedersächsischen Bovenden.
Wolfgang Eschker ist Verfasser von Kurzprosa, Aphorismen und Gedichten. Daneben ist als Herausgeber tätig und übersetzt aus dem Serbokroatischen, Slowenischen, Mazedonischen, Bulgarischen und Russischen ins Deutsche.
Wolfgang Eschker ist Mitglied des deutschen PEN-Zentrums und seit 1989 der Matica srpska in Novi Sad. Neben diversen Stipendien erhielt er u. a. 1973 den Nicolaus-Copernicus-Preis der Stadt Gelsenkirchen und 2003 den Orden „Kroatischer Morgenstern mit dem Antlitz von Marko Marulić“.

## Werke
- Untersuchungen zur Improvisation und Tradierung der Sevdalinka an Hand der sprachlichen Figuren, München 1971.
- Pelzkalte Nacht, Stuttgart 1976.
- Gift und Gegengift, Stuttgart 1977.
- Mitgift mit Gift, München 1995.
- Tod in Triest, Blieskastel 1999.
- Die Gegenwindlerche, Blieskastel 2000.
- Stunden, Tage, ohne Zeit, Blieskastel 2003.
- Bilder aus Südsüdost, Bergen 2005.
- Bilder aus der Alten Mark, Merzig 2008.
- Blitze und Blitzableiter, Aphorismen. Leipziger Literaturverlag, Leipzig 2016, ISBN 978-3-86660-209-0.
- Winkelmanns letzte Reise, Uelzen 2020
- Rückblicke in die Alte Mark, Uelzen 2021
- An, Gedichte. Leipziger Literaturverlag, Leipzig 2022

## Herausgeberschaft
- Jacob Grimm und Vuk Karadžić, Kassel 1988
- Gustav von Haugk, Zagreb 1996

## Übersetzungen
- Die Chamäleons sind zur Zeit rot, Tübingen 1989
- Kroatische Volksmärchen, Düsseldorf [u. a.] 1975 (übersetzt zusammen mit Vladimir Milak)
- Desanka Maksimović: Ich bitte um Erbarmen, Valjevo 1988, neu aufgelegt: Leipziger Literaturverlag 2015, ISBN 978-3-86660-191-8
- Mazedonische Volksmärchen, Düsseldorf [u. a.] 1972
- Kosta Racin: Weiße Dämmerungen, Skopje 1978
- Serbische Märchen, München 1992
- Der Zigeuner im Paradies, Kassel 1985